# Auboué
Auboué este o comună franceză situată în departamentul Meurthe-et-Moselle, în regiunea Grand Est.

## Geografie
Această comună a fost un sat de frontieră cu Germania între 1871 și 1918.

### Hidrografie

#### Rețeaua hidrografică
Comuna se află în bazinul hidrografic al Rinului, în cadrul bazinului Rin-Meuse. Este drenată de pârâul Sainte-Marie, pârâul Woigot și de râul Orne.
Woigot, cu o lungime de 21 km, își are izvorul în comuna Mont-Bonvillers și se varsă în Orne pe teritoriul comunei, după ce traversează șapte comune. Caracteristicile hidrologice ale Woigot sunt date de stația hidrologică situată în comuna Val de Briey. Debitul mediu lunar este de 1,27 m³/s. Debitul mediu zilnic maxim este de 22 m³/s, atins în timpul viiturii din 21 decembrie 1993. Debitul instantaneu maxim este, la rândul său, de 56,2 m³/s, atins în aceeași zi.
Orne, cu o lungime de 86 km, își are izvorul în comuna Ornes și se varsă în Moselle la Richemont, după ce traversează 25 de comune.

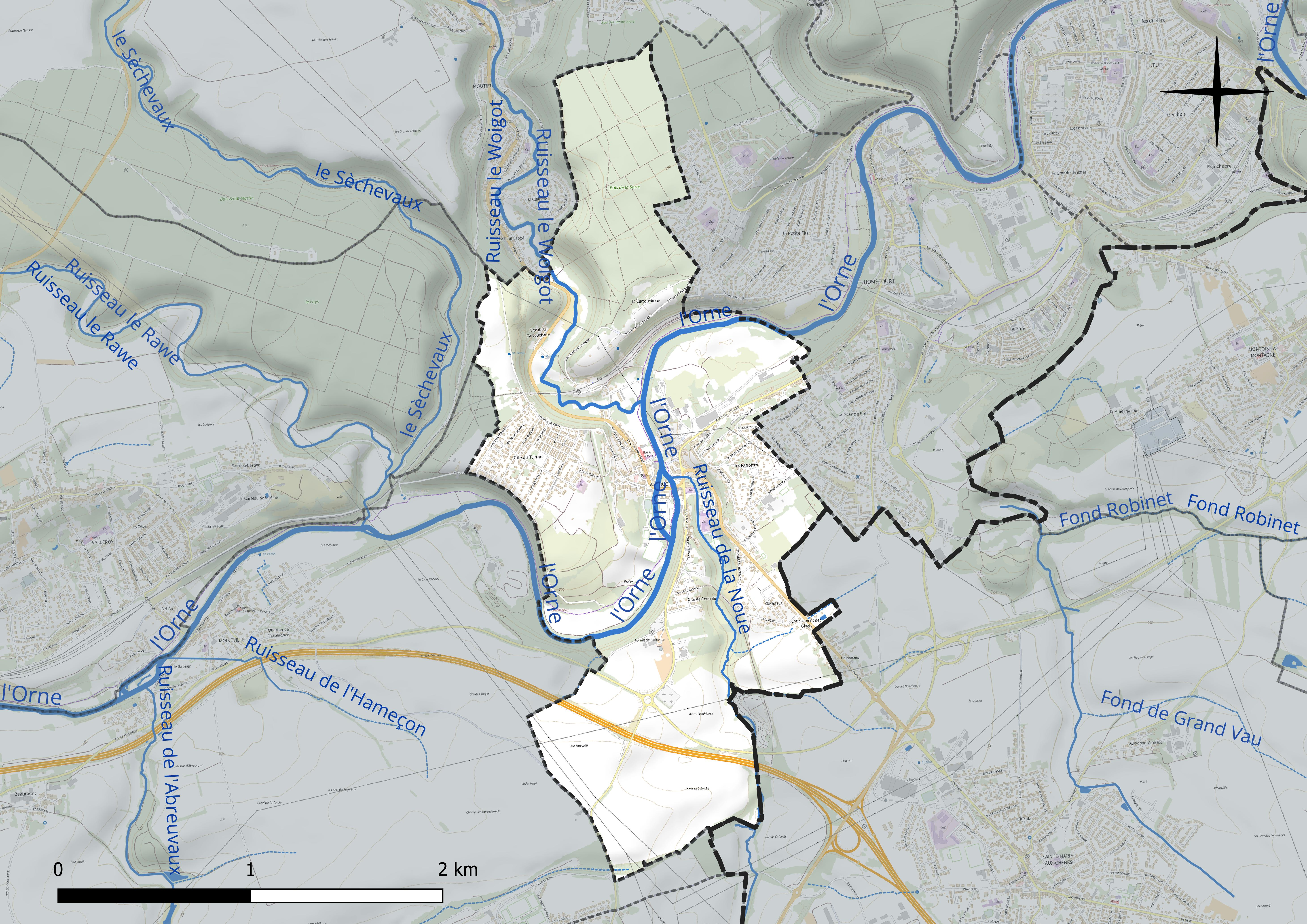
Auboué - rețeaua hidrografică.

### Climă
În 2010, clima comunei era de tip montan, conform unui studiu al CNRS, bazat pe o serie de date aferente perioadei 1971-2000. În 2020, Météo-France a publicat o tipologie a climatului din Franța metropolitană, în care comuna este clasificată cu un climat semi-continental și se află în regiunea climatică Lorena, platoul Langres, Morvan, caracterizată printr-o iarnă aspră (1,5 °C), vânturi moderate și ceață frecventă în toamnă și iarnă.
Pentru perioada 1971-2000, temperatura medie anuală este de 9,5 °C, cu o amplitudine termică anuală de 16,7 °C. Cantitatea medie anuală de precipitații este de 782 mm, cu 12,2 zile de precipitații în ianuarie și 9 zile în iulie. Pentru perioada 1991-2020, temperatura medie anuală observată la stația meteorologică cea mai apropiată, situată în comuna Doncourt-lès-Conflans la 8 km distanță în linie dreaptă, este de 10,1 °C, iar cantitatea medie anuală de precipitații este de 909,4 mm.
Pentru viitor, parametrii climatici estimati pentru comună, pentru anul 2050, conform diferitelor scenarii de emisii de gaze cu efect de seră, pot fi consultati pe un site dedicat publicat de Météo-France în noiembrie 2022.

## Urbanism

### Tipologie
La 1 ianuarie 2024, Auboué este clasificată ca mic oraș, conform noii grile comunale de densitate cu șapte niveluri, definită de INSEE (Institutul Național de Statistică și Studii Economice) în 2022. Ea aparține unității urbane Jœuf, o aglomerație interdepartamentală care reunește șase comune, din care face parte ca localitate de periferie. De asemenea, comuna face parte din zona metropolitană a orașului Val de Briey, din care este o localitate a polului principal. Această zonă, care reunește 14 comune, este clasificată în categoria zonelor cu mai puțin de 50.000 de locuitori.

### Utilizarea terenului
Ocuparea terenurilor din comună, așa cum reiese din baza de date europeană privind ocuparea biofizică a solurilor Corine Land Cover (CLC), este marcată de importanța teritoriilor agricole (40,6 % în 2018), în scădere față de 1990 (41,8 %). Repartiția detaliată în 2018 este următoarea: zone urbanizate (27,7 %), terenuri arabile (23,7 %), păduri (18,9 %), pajiști (16,9 %), medii cu vegetație arbustivă și/sau ierboasă (12,9 %). Evoluția ocupării terenurilor în comună și a infrastructurilor sale poate fi observată pe diferitele reprezentări cartografice ale teritoriului: harta Cassini (secolul XVIII), harta de stat-major (1820-1866) și hărțile sau fotografiile aeriene ale IGN pentru perioada actuală (1950 până în prezent).

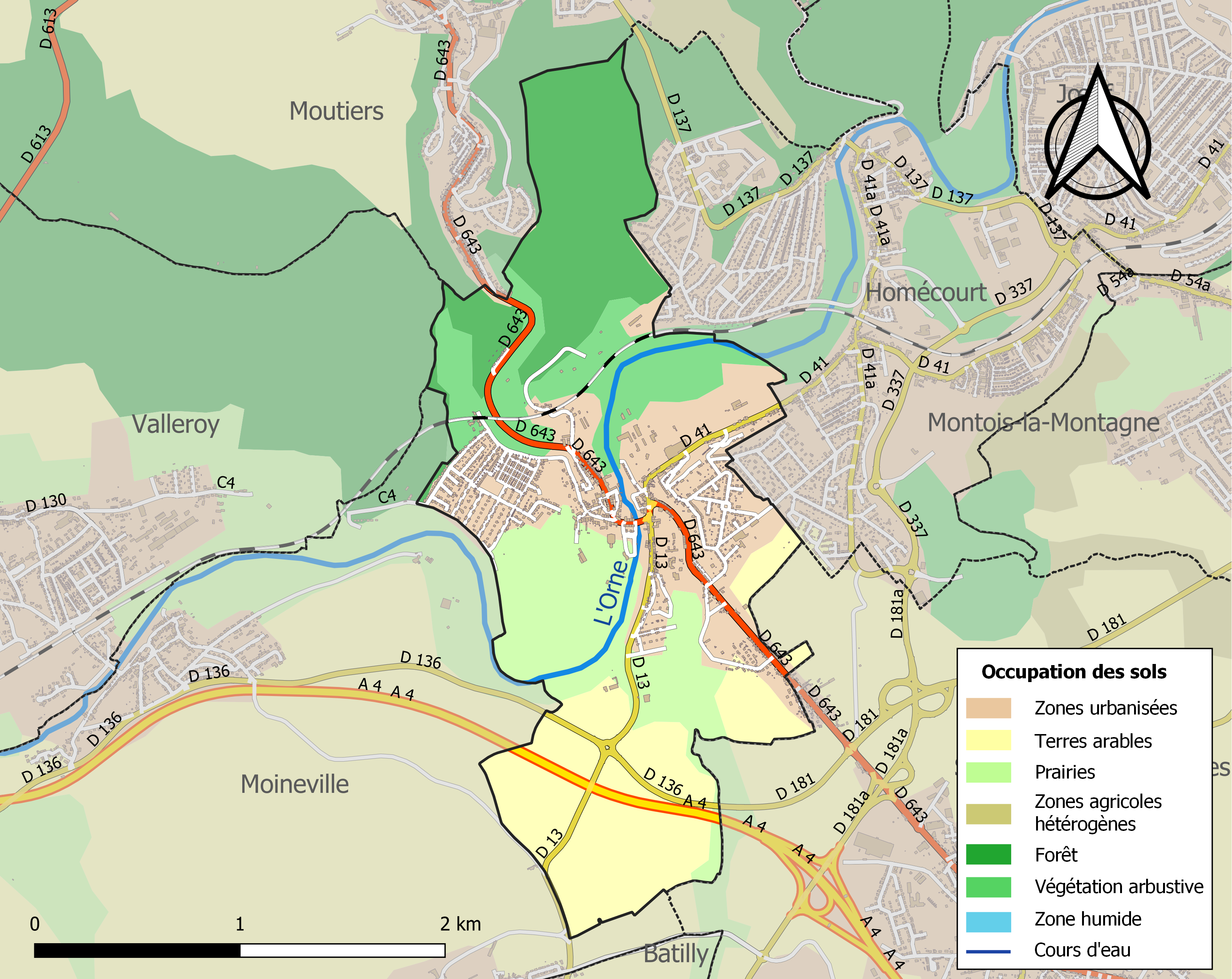
Harta infrastructurii și utilizării terenului a comunei în 2018 (CLC).

## Toponimie
Numele localității este menționat sub următoarele forme: Banvadus ubi cadit Amentia in Ornam (secolul al XII-lea); Aubowez (secolul al XV-lea); Abbowey (secolul al XV-lea); Abouwey (secolul al XV-lea); Habowels (1444); Aubous (1456); Abowey (1470); Abowels (1490); Aubouwey (1503); Aubonwey (1513); Aubouez (1514); Aubouwoy (1519); Aubouey (1583); „Auboyez delà l’eau”, „Aubouye delà l’eau”, Auboye (secolul al XVII-lea); Aboué (secolul al XVII-lea); Abowé (1603); Auboye (1605); Aubouvey, Aubouué (1612); Abbouey (1616); Auboys (1635); „Aubouy delà l’eau” (1661); Abboué (1681); „Aubouey decà l’eau” (1689); Auboyé (1770).
Forma Banvadus din latina medievală, atestată în secolul al XII-lea, reprezintă, potrivit lui Ernest Nègre, latinescul bonum vadum, adică „vad bun”. Elementul Au-, care apare abia în secolul al XV-lea în forma Aubowez, provine din aglutinarea prepoziției à cu articolul hotărât le, rezultând forma au. De fapt, cuvântul wez, wei, wey este forma septentrională (nordică) corespunzătoare cuvântului francez gué („vad”), a cărui etimologie latină este discutabilă, și care a fost influențat fonetic de limba germanică la inițială — de unde w- / gu- în loc de v- latin (care ar fi trebuit să se păstreze ca în vado > „je vais”).
În secolul al XI-lea, exista un vad, punct de trecere dinspre Metz spre Țările de Jos, iar localitatea nu era decât un mic sat cu câteva case pe malul drept al râului Orne.

## Istorie

### Preistorie
Cercetări arheologice efectuate pe teritoriul comunei au dus la descoperirea unei ocupații din Paleoliticul târziu, atribuită culturii aurignaciene (între 38.000 și 28.000 î.Hr.). Situl a furnizat un ansamblu complet de produse de debitare, asociate cu unelte din silex de import.

### Evul Mediu
Ocuparea localității Auboué în Evul Mediu timpuriu este atestată prin descoperirea unor morminte conținând piese de mobilier civil și militar.
Coinville a aparținut în Evul Mediu abatiei Saint-Glossinde din Metz. Denumirea Coinville (Comitis Villa) este atestată în anul 875 printr-o cartă emisă de Ludovic Germanul.

### Epoca modernă
Auboué și Coinville suferă din cauza Războiului de Treizeci de Ani (secolul al XVII-lea), la fel ca întreaga regiune.

### Epoca contemporană
În 1817, Auboué, sat din fosta provincie Barrois, situat la confluența râurilor Orne și Woigot, avea ca anexă ferma Coinville. La acea vreme, satul număra 288 de locuitori, repartizați în 62 de case.

#### Al Doilea Război Mondial
La 11 noiembrie 1941, consilierul municipal Émile Cheminé, agricultor și fost combatant în Primul Război Mondial, a depus flori la monumentul eroilor și a arborat drapelul francez la fereastra fermei sale. A fost arestat de naziști, torturat și asasinat pe 17 noiembrie. Acest act de rezistență a fost onorat printr-o placă comemorativă pe strada unde se afla ferma sa, denumită de atunci „rue Émile Cheminé”.

##### Raziile din februarie 1942
În urma sabotării unor instalații ale uzinei din Auboué, poliția franceză (secția anti-comunistă din Nancy și Serviciile Generale de Informații din Briey) arestează 6 comuniști.

#### Omagii aduse victimelor nazismului
În lagărul de concentrare nazist de la Buchenwald se poate vedea o placă dedicată locuitorilor comunei Auboué care au fost deportați.

#### După 1970
În martie 1972 (peste 250 de persoane au fost mutate, iar cartierele au fost parțial demolate) și pe 14 octombrie 1996, tasări bruște de teren cauzate de prăbușirea galeriilor din fosta mină au provocat pagube mari locuințelor. Optzeci și două de familii au fost evacuate de urgență și nu și-au mai locuit niciodată casele.

#### Siderurgie
În 1892 încep lucrările de forare a primului puț al minei Societății Pont-à-Mousson. Astfel, comuna, care până atunci semăna cu un sat rural, va deveni rapid un mic oraș industrial. Exploatării celor trei puțuri (1897, 1902 și 1909) i se adaugă, pe așa-numitul „carré”, punerea în funcțiune a două furnale (cu o capacitate de 100 de tone de fontă) și o turnătorie, în 1905. Al treilea furnal este pus în funcțiune în 1911.
Pentru a caza minerii, siderurgiștii, turnătorii și familiile acestora, au fost construite cartiere muncitorești: cartierul Tunnel în 1901, cartierul Coinville în 1902 și cartierul Géranaux în 1906. Două cantine au fost de asemenea construite, în 1906 și 1908. Ansamblul industrial, construit în apropierea căilor ferate, cuprinde mai multe clădiri: birouri, trei săli ale mașinilor, două magazine industriale, trei ateliere de reparații, o portărie etc. Materialele de construcție utilizate pentru ansamblu sunt calcarul, cărămida silico-calcaroasă, tencuiala și materiale sintetice. Acoperișurile cu pante lungi frânte sunt și ele realizate din materiale sintetice. În ceea ce privește învelitoarea, aceasta este compusă din țiglă mecanică, sticlă de zinc și ciment cu azbest.
În 1914, uzina este parțial distrusă, apoi reconstruită în cursul celui de-al doilea sfert al secolului al XX-lea.
În 1960, mina și turnătoria sunt închise, iar numeroase instalații și clădiri sunt demolate. Furnalele sunt închise între 1967 și 1968.

## Populația și societatea

### Date demografice
Evoluția numărului de locuitori este cunoscută prin recensămintele populației efectuate în comună începând din 1793. Pentru comunele cu mai puțin de 10 000 de locuitori, un recensământ al întregii populații este realizat la fiecare cinci ani, populațiile legale pentru anii intermediari fiind estimate prin interpolare sau extrapolare.
În 2022, comuna număra 2 641 locuitori, în creștere cu +5,39 % față de 2016 (Meurthe-et-Moselle: -0,13 %, Franța fără Mayotte: +2,11 %).
| An        | 1793 | 1806 | 1841 | 1861 | 1876 | 1886 | 1901 | 1921  | 1936  | 1962  | 1982  | 2006  | 2014  | 2022  |
| --------- | ---- | ---- | ---- | ---- | ---- | ---- | ---- | ----- | ----- | ----- | ----- | ----- | ----- | ----- |
| Populație | 330  | 295  | 360  | 383  | 428  | 470  | 662  | 4 003 | 4 369 | 4 984 | 3 604 | 2 701 | 2 523 | 2 641 |

## Cultură locală și patrimoniu

### Locuri și monumente
- Biserica parohială Saint-Jean-Baptiste, construită în secolul al XIX-lea. Până în 1834, biserica parohială se afla în Coinville, acolo unde se păstrează și astăzi cimitirul și o fermă, și a fost transferată la Auboué. Un nou turn-clopotniță a fost reconstruit în partea din spate între 1922 și 1923.
- Biserica din Coinville, construită înainte de anul 821, a fost demolată în 1752. A fost înlocuită de o biserică abacială în 1758. Reconstruită în 1769 pentru actualizarea turnului-clopotniță, a dispărut definitiv în 1834.